# 福井フェニックスまつり
福井フェニックスまつり（ふくいフェニックスまつり）は、福井県福井市で1954年（昭和29年）から開催されている祭典である。
1954年に「福井まつり」として始まり、福井県内では最大の祭典である。戦災、震災、水害、雪害など多くの苦難を乗り越えてきた福井市を「不死鳥（＝フェニックス）」に例えている。現在は「福井まつり協会事務局（福井市マーケット戦略室内）」が中心となって運営している。開催日は通常毎年8月1日から8月3日の3日間。

## 三大行事
- 民謡・YOSAKOIイッチョライ[1][2]（主催：福井商工会議所・福井新聞社）
- 100万人のためのマーチング[1][2]（主催：100万人のためのマーチング部会・福井テレビ）
- 福井フェニックス花火[2]（主催：公益財団法人福井観光コンベンションビューロー）

## 歴史概要

### 初期
- 1954年（昭和29年）に「福井まつり」として第1回目が開催された（主催：福井市・福井商工会議所・福井市観光協会）。第1回目の開催期間は、7月末から8月初頭までの1週間もあって、福井市民を挙げて3度の大きな被災（1945年の福井空襲、1948年の福井地震・福井大水害）からの完全復活を祝った。主なイベントは、当時の福井の象徴的産業であった「繊維の見本市」や「ミスセンイコンテスト」、「市民水泳大会」、「市民運動会」、「農家地区園芸大会」があった。
- 第2回目から第6回目までは同じ時期の5日間で開催。第7回目からは3日間に凝縮され開催された。この頃の祭の傾向としては、「宣伝装飾車パレード」がイベントに加わるなど高度経済成長期真っ盛りだった時代を反映したものとなっていた。

### 発展期
- 1968年（昭和43年）の第15回目は、同年10月1日に開催される県内初めての「国体（第23回国民体育大会秋季大会）」が祭りに一層ムードを添えた。
- 1970年（昭和45年）の第17回目には、当時の福井県の人口を意識した「75万人のためのマーチング」という大掛かりな吹奏楽イベントが加わった。
- 1970年代前後（昭和45年前後）には、イベントの中に「チンドン屋競演」「水着女王コンテスト」などもあった。
- 1980年代（昭和50年頃から昭和57年頃）にかけては、メイン会場だった足羽川河川敷において、「福井まつり曲太鼓競演会」が名物イベントとして賑々しく開催され、福井県内の和太鼓チームが技を競った。

### 飛躍期
- 1982年（昭和57年）、「福井まつり協会」が発足し新しい祭スタイルの運営体制が整備された。
- 1983年（昭和58年）には第30回の記念大会を迎え、これを機に「福井フェニックスまつり」と名称が変更され、新たなスタートを切った。
- 1989年（平成元年）の第36回目は、福井市制施行100周年の年にあたり、豊かな福井の食をテーマにした「ふくいうまいもの100年広場」が催された。

### 近年
- 1999年（平成11年）の第46回目には、既に全国的なブームになっていた「YOSAKOI」に便乗し、名称を「YOSAKOIイッチョライ」としてスタート。
- 2004年（平成16年）、福井豪雨で市街地のそばを流れる足羽川堤防の決壊で多くの家屋が浸水被害見舞われ、第51回目にして初めて祭は中止となった。
- 2005年（平成17年）、第52回目として再開。
- 2007年（平成19年）の第54回目は、花火大会のみ「足羽川激特事業の工事区域と重複して、河川敷の形が変わって観客の安全が確保できない」との理由で中止になった。

## 福井まつりの起源
福井大空襲に見舞われた翌年の1946年（昭和21年）7月19日、戦後復興の意欲向上と戦災犠牲者の冥福を祈念する趣旨で開催された「福井市復興記念祭」（当時の市長：熊谷太三郎）が起源となっている。しかし、第3回目の「復興祭」を目前に控えた1948年（昭和23年）6月28日16時13分29秒、突如マグニチュード7.1（震度7）というすさまじい都市直下型大地震が福井市を襲い、死者・行方不明者3,858人、被害戸数46,115戸という甚大な被害を受け（福井大震災）、再び福井の街は廃墟と化して「復興祭」は以降再開されずに終止符を打った。